# 小行星1838
小行星1838（1838 Ursa）是一颗围绕太阳公转的小行星。1971年10月20日，保羅·維爾特在齐美尔瓦尔德发现了此天体。
該小行星以維爾特的兒子烏斯·維爾特（Urs Wild）命名。
这颗小行星的绝对星等为53.31383088419825等。